# هایم رویو
هایم رویو (به انگلیسی: Haim Revivo) هافبک اهل اسرائیل است که از سال ۱۹۹۲ تا ۲۰۰۳ میلادی عضو تیم ملی فوتبال اسرائیل بوده و در ۶۷ بازی ملی حضور داشته است. هایم رویو توانسته در بازی‌های ملی، ۱۵ گل به ثمر برساند.